# Власовское (озеро)
Власовское или Карповское озеро — озеро в городском округе Шатура Московской области, в 0,5 км к северо-востоку от села Власово.

## Физико-географическая характеристика
Происхождение озера ледниковое. Котловина имеет воронкообразную форму
Площадь — 0,07 км² (7 га), длина — около 320 м, ширина — около 267 м. Берега озера отлогие, низкие.
Глубина — 1,5-3 м, максимальная глубина достигает 3 м. Дно песчаное, покрыто небольшим слоем ила. Вода прозрачная с светло-коричневой окраской.
Среди водной растительности распространены тростник, осока, элодея, рдесты, также встречается камыш, стрелолист, кубышка, кувшинка, ряска, хвощ, водокрас лягушачий, частуха подорожниковая, земноводная гречиха, реже — рогоз, зелёные водоросли, канадский рис и полушник озёрный. В озере обитают щука, карась, карп, окунь.
Озеро используется для рекреационных целей, имеет научное значение.